# Tòa án Công lý Liên minh châu Âu
Tòa án Công lý Liên minh châu Âu (tiếng Anh, Court of Justice of the European Union) là một trong 7 thể chế chính trị chính của Liên minh châu Âu (EU) có thẩm quyền tư pháp đối với các vấn đề liên quan đến luật pháp của Liên minh châu Âu. Tòa án Công lý Liên minh châu Âu đặt trụ sở tại Luxembourg, gồm 3 cấp theo thứ tự giảm dần đó là "Tòa án Công lý châu Âu", "Tòa sơ thẩm châu Âu" và "Tòa án dịch vụ dân sự Liên minh châu Âu".
Tòa án Công lý Liên minh châu Âu được thành lập vào năm 1952 với tên gọi "Tòa án Công lý Cộng đồng Than Thép châu Âu" (sau đó đổi tên thành "Tòa án Công lý Cộng đồng châu Âu"). Khi Hiệp ước Lisbon có hiệu lực vào năm 2009, thể chế chính trị này có tên như hiện nay.
Nhiệm vụ của Toa án Công lý Liên minh châu Âu đó là đảm bảo luật pháp được theo dõi sát sao khi giải thích và áp dụng các hiệp ước đã ký kết giữa các quốc gia thành viên Liên minh châu Âu. Tòa có nhiệm vụ kiểm tra tính hợp pháp của các văn bản quy phạm pháp luật của các thể chế khác của Liên minh châu Âu và đảm bảo rằng các quốc gia thành viên Liên minh châu Âu phải tuân thủ các nghĩa vụ theo đúng quy định của các hiệp ước có hiệu lực. Khi các tòa án của quốc gia thành viên yêu cầu, Tòa có trách nhiệm giải thích các vấn đề liên quan đến luật pháp Liên minh châu Âu.
Kể từ khi thành lập, 3 cấp của Tòa đã đưa ra gần 15000 phán quyết khác nhau.